# Geolycosa gaerdesi
Geolycosa gaerdesi är en spindelart som beskrevs av Roewer 1960. Geolycosa gaerdesi ingår i släktet Geolycosa och familjen vargspindlar.
Artens utbredningsområde är Namibia. Inga underarter finns listade i Catalogue of Life.